# Elyseum
Elyseum inrymmer idag dels en skola, dels ett energimuseum i Göteborg - ett museum som drivs av Göteborg Energi. Dessa båda är inrymda i det gamla elektricitetsverket på Västgötagatan i stadsdelen Heden.
Byggnaden uppfördes 1908 för Göteborgs Stads Elektricitetsverk. Det var en omformarstation, där högspänd växelström från Trollhättan omformades till 110 volts likström för hushållsbruk. Efter att ha använts för olika ändamål genom åren återställdes den till ursprungligt utseende 1992 och döptes till Elyseum. Namnet anknyter göteborgsvitsigt till "el-lyse" och Elysion.
På museet berättar utställningarna om de olika energislagen el, gas och fjärrvärme, liksom hur elen och fjärrvärmen kom till stan. Där visas också en av de första ångmaskinerna som producerade el i Göteborg och en modell över det gamla gasverket.